# Bonefro
Bonefro ist eine italienische Gemeinde (comune) mit 1195 Einwohnern (Stand 31. Dezember 2023) in der Provinz Campobasso in der Region Molise. Die Gemeinde liegt etwa 27,5 Kilometer nordöstlich von Campobasso. 